# Giovanni Vincenzo Bracco
Giovanni Vincenzo Bracco (Torazzo, Italia 14 de septiembre de 1835 –  Jerusalén, Mutasarrifato de Jerusalén, 19 de junio de 1889), fue un obispo italiano, patriarca latino de Jerusalén desde 1873 hasta su muerte en 1889.

## Biografía
Giovanni Vincenzo Bracco estudió en Porto Maurizio y de allí pasó al Seminario de Alberga en 1854 para prepararse para ser sacerdote. En 1855  ingresa en el Centro Brignole Sale de Genoa. El 18 de junio de 1859 recibe la ordenación sacedotal. En 1860 Bracco se traslada a Jerusalén como misionero. Enseña filosofía y fue desde 1862 hasta su muerte, rector del seminario de Jerusalén.
El Papa Pío IX lo nombró en 1866 obispo titular de Magydus y auxiliar de Jerusalén. Su consagración episcopal fue oficiada el 13 de mayo de 1866 por el patriarca  Giuseppe Valerga. Actuaron como coconsagrantes el vicario apostólico de Galla y cardenal más tarde Guglielmo Massaia, OFM Cap., y un obispo armenio. A la vez que recibía la ordenación fue nombrado vicario general del patriarcado.
En 1866 Pío IX le nombró patriarca latino de Jerusalén, cargo que desempeñó de 1873 hasta su muerte en 1889, a la vez que ejercía de Gran Maestre de la Orden del Santo Sepulcro.

Murió de neumonía y fue enterrado en la Concatedral del Santísimo Nombre de Jesús como su predecesor Valerga.